# Menhir von Kerhouézel

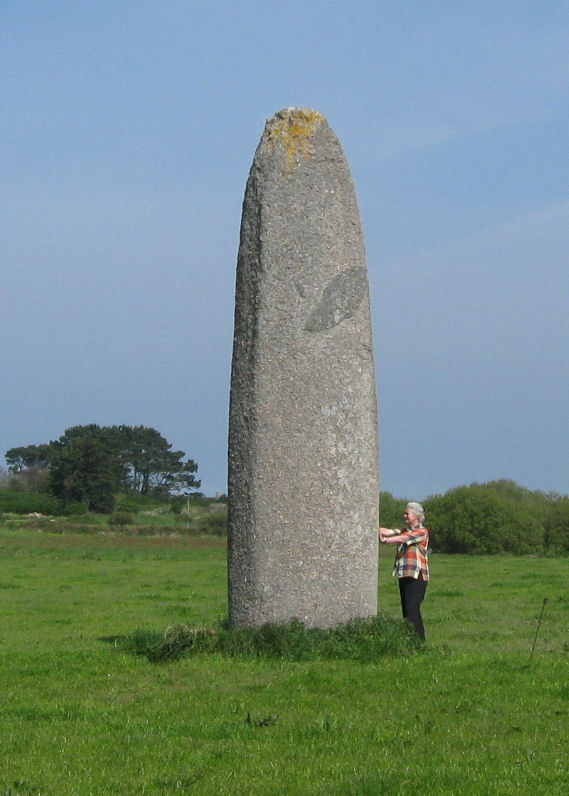
Menhir von Kerhouézel

Der etwa 6,6 m hohe Menhir von Kerhouézel (auch Menhir von Kerdelvas bzw. von Kerreneur genannt) steht östlich von Porspoder im Pays de Léon (bretonisch Bro-Leon) im Département Finistère in der Bretagne in Frankreich.
Der 1,7 m breite phallische Menhir ist einer der geglätteten und gut geformten Léon-Giganten (Menhir von Kerloas, Menhire von Kergadiou, Men-Marz).